# Tempêtes de fin décembre 1999 en Europe
Pour les articles homonymes, voir Tempête du siècle.
Les tempêtes de fin décembre 1999 en Europe sont deux dépressions intenses des latitudes moyennes à développement rapide, nommées respectivement Lothar et Martin, qui ont traversé l'Europe occidentale les 26, 27 et 28 décembre 1999. Ces deux cyclones extratropicaux de type bombe, extrêmement puissants, ont causé des dommages majeurs par le vent. Les deux systèmes dépressionnaires ont causé la mort de 140 personnes et près de 19,2 milliards de dollars (2006) de dommages matériels.

## Confusion de termes
Bien que les médias aient fait mention d'ouragans, ces tempêtes n'en avaient pas la structure. En effet, aucun cyclone tropical ne peut se développer sur des eaux dont la température est inférieure à 26 °C. Ainsi, le dernier ouragan de la saison 1999 a eu lieu en novembre dans les Antilles comme mentionné dans le rapport du National Hurricane Center, centre météorologique régional spécialisé chargé par l’Organisation météorologique mondiale de la surveillance des cyclones tropicaux sur l'Atlantique Nord. La mention d'ouragans se référait par analogie à la seule force des vents selon l'échelle de Beaufort.

## Situation météorologique
En décembre 1999, l'Europe a été frappée par trois fortes dépressions. Le 3 décembre, la tempête Anatol a dévasté le Danemark et le nord de l'Allemagne. À la fin de ce mois, deux autres tempêtes se sont succédé à moins de deux jours d'intervalle et ont été considérées par les médias comme étant la tempête du siècle en Europe. La première, Lothar, est une dépression compacte qui est passée rapidement en ne changeant pas le flux zonal de la circulation atmosphérique ce qui a permis à la suivante, Martin de la suivre de près. Cette dernière tempête étant de large diamètre, elle était associée avec une modification de la circulation qui a empêché d'autres dépressions de la suivre. Ces tempêtes ont deux points en commun : 
- une longue zone barocline entre l'Amérique du Nord et l'Europe servant d’autoroute pour leur trajectoire ;
- l'existence d'une masse d'air très chaud (forte température potentielle équivalente) au sud de la zone barocline permettant un fort contraste de température et servant de moteur à la cyclogénèse.

### Tempête Lothar

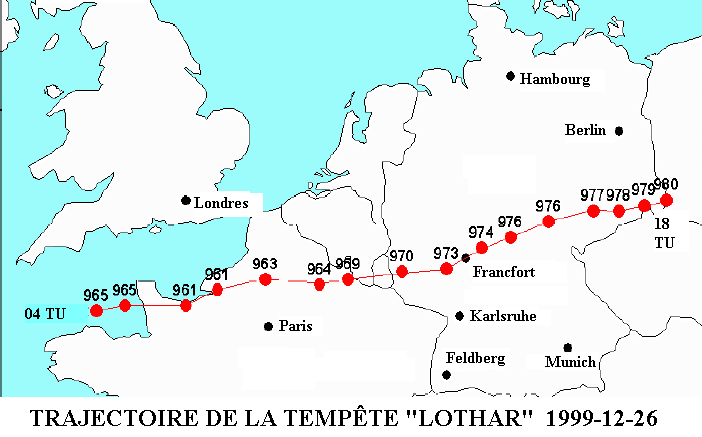
Trajectoire cartographique de la tempête Lothar le 26 décembre 1999, avec les pressions atmosphériques relevées à une heure d'intervalle.

Lothar est le nom donné à la tempête qui a traversé de part en part et très rapidement le nord de la France le dimanche matin du 26 décembre 1999. Se déplaçant d'ouest en est selon une ligne approximative le long du quarante-neuvième parallèle, cette dépression a touché le Finistère à environ 2 h et Strasbourg à 11 h, soit un déplacement à la vitesse moyenne de 100 km/h. Les vents les plus violents ont ravagé une bande d'environ 150 km de large le long d'une courbe partant de la pointe de la Bretagne puis passant par la Normandie, l'Île-de-France, la Champagne-Ardenne, la Lorraine et l'Alsace.
Lothar a poursuivi sa route vers l'Allemagne en provoquant des dégâts importants aux infrastructures et aux forêts comme la Forêt-Noire. Elle a causé des dommages sans précédent dans les forêts de France, de Suisse, d’Allemagne et du Danemark. Les vents en montagne ont atteint la vitesse de 259 km/h.  
La dépression s’est formée au large de Terre-Neuve avant de traverser l’océan Atlantique en moins de vingt-quatre heures. De façon exceptionnelle en Europe, le creusement de cette bombe s'est accentué sur terre pour atteindre la pression atmosphérique de 960 hPa (960 mb), probablement en raison d'une forte interaction avec les courants-jets dont la vitesse avoisinait 400 km/h à seulement 9 000 m d'altitude. Selon une étude réalisée ultérieurement par le Zentralanstalt für Meteorologie und Geodynamik (ZAMG),  service météorologique autrichien, Lothar a été suivie par un creux secondaire de cyclogénèse qui est passé en Belgique et dans le sud-ouest de l'Allemagne en générant des vents de plus de 90 km/h.

### Tempête Martin

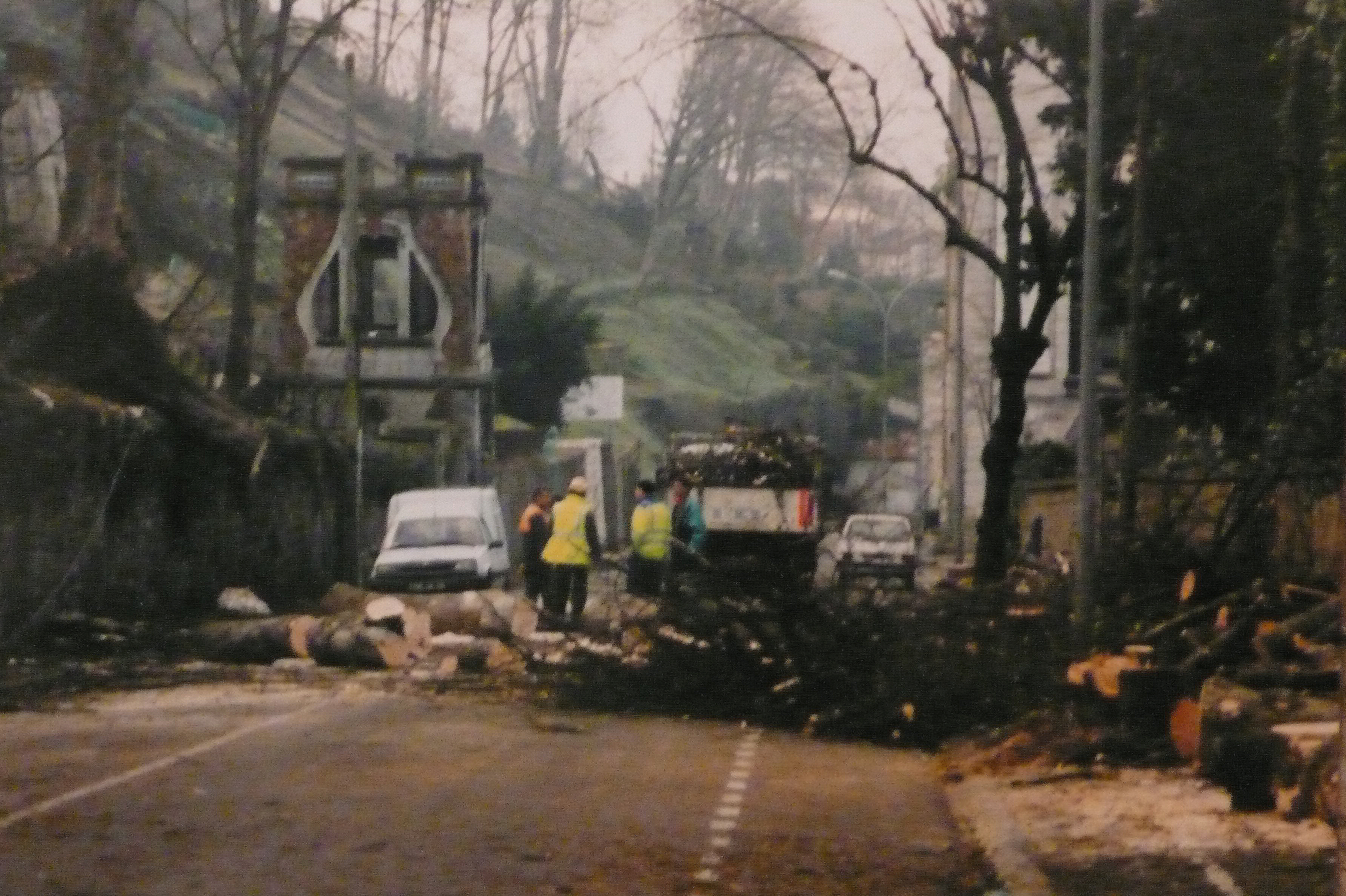
Travaux de déblaiement d'une rue à Angoulême le 28 décembre 1999.

Cette seconde dépression très profonde (jusqu'à 965 hPa à 16 h en Bretagne) a traversé la France à une vitesse importante (environ 100 km/h), de l'après-midi du lundi 27 décembre 1999 à la nuit suivante. Elle s'est développée au large de la Bretagne le 27 décembre pour atteindre la côte de cette région vers 16 h, avant de se déplacer vers Nantes (19 h), Romorantin (22 h), Dijon (1 h le 28 décembre) et l'Alsace (4 h). Les régions les plus durement touchées par le vent ont été la Bretagne, la côte Atlantique, en particulier la Charente-Maritime et la Charente (198 km/h à l'Île d'Oléron), puis toutes les zones situées au sud d'une ligne La Rochelle - Mâcon, y compris la Côte d'Azur (vent en rafales de 160 km/h relevé non officiellement à Cannes). Le vent continuait à souffler en Corse le mardi 28 au matin en provoquant de fortes vagues sur la côte occidentale. La tempête a également affecté l'Espagne, l'ouest de la Suisse et le nord de l'Italie.
Au nord de la dépression, une injection d'air froid a donné, dès l’après-midi du 27, des chutes de neige tenant au sol sur le nord de la Bretagne et la Normandie. Durant la nuit, la neige a atteint le nord-est de la France jusque dans le Genevois, laissant des flocons au sud de la région parisienne. Pendant ce temps, des quantités importantes de pluie ont causé des inondations le long de sa trajectoire. Dans certains endroits des Alpes, les chutes de neige ont duré deux jours, la couche neigeuse atteignant environ deux mètres.

## Rafales mesurées
| Date        | Localité                | Vitesse (km/h) | Date           | Localité             | Vitesse (km/h) |
| ----------- | ----------------------- | -------------- | -------------- | -------------------- | -------------- |
| 26 décembre | Orly                    | 173            | 27-28 décembre | Mandelieu-la-Napoule | 205            |
|             | Saint-Brieuc            | 173            |                | Île d'Oléron         | 198            |
|             | Paris (parc Montsouris) | 169            |                | Royan                | 194            |
|             | Alençon                 | 166            |                | Cap Ferret           | 173            |
|             | Colmar                  | 165            |                | Biscarrosse          | 166            |
|             | Île de Groix            | 162            |                | Millau               | 166            |
|             | Cap de la Hague         | 162            |                | Île d'Yeu            | 162            |
|             | Dinard                  | 158            |                | Pointe du Raz        | 162            |
|             | Saint-Dizier            | 158            |                | Clermont-Ferrand     | 159            |
|             | Metz                    | 155            |                | La Rochelle          | 158            |
|             | Caen                    | 151            |                | Bastia               | 155            |
|             | Reims                   | 151            |                | Cognac               | 151            |
|             | Orléans                 | 151            |                | Limoges              | 148            |
|             | Troyes                  | 148            |                | Bordeaux             | 144            |
|             | Ploumanac'h             | 148            |                | Bergerac             | 140            |
|             | Nancy                   | 144            |                | Carcassonne          | 140            |
|             | Chartres                | 144            |                | Perpignan            | 140            |
|             | Strasbourg              | 144            |                | Pau                  | 140            |
|             | Rouen                   | 140            |                | Toulouse             | 137            |
|             | Évreux                  | 140            |                | Aurillac             | 137            |
|             | Rennes                  | 126            |                | Tarbes               | 137            |
|             | Nantes                  | 126            |                | Saint-Girons         | 137            |
|             | Dijon                   | 126            |                | Dax                  | 133            |
|             |                         |                |                | Mâcon                | 126            |

| Pays      | Localité                   | Vitesse (km/h) |
| --------- | -------------------------- | -------------- |
| Suisse    | La Chaux-de-Fonds          | 134,6          |
|           | Chasseral                  | 177,5          |
|           | La Dôle                    | 201,2          |
|           | Genève                     | 103,7          |
|           | Col du Grand-Saint-Bernard | 178,6          |
|           | Évolène                    | 124,6          |
|           | Lucerne                    | 141,5          |
|           | Zurich                     | 157,8          |
|           | Schaffhouse                | 162            |
|           | Hörnli                     | 208,1          |
|           | Säntis                     | 229,7          |
| Allemagne | Weinbiet                   | 184            |
|           | Stuttgart                  | 144            |
|           | Karlsruhe                  | 151            |
|           | Grosser Arber              | 162            |

| Observations non homologuées | Observations non homologuées                               | Observations non homologuées | Observations non homologuées                                                                                                   |
| Date                         | Endroit                                                    | Vitesse                      | Commentaire |
| ---------------------------- | ---------------------------------------------------------- | ---------------------------- | --- |
| 26 décembre                  | Paris (Tour Eiffel) selon France3                          | 216 km/h                     | Anémomètre bloqué à son maximum, vitesse du vent probablement plus élevée, mais non représentative de celle du vent de surface |
|                              | Aiguille des Grands Montets (Chamonix-Argentière, 3 295 m) | 320 km/h                     | Vitesse mesurée au sommet d'une montagne, non représentative de celle du vent de surface                                       |

## Prévision météorologique et alerte des populations

### France

#### Tempête Lothar
Après la tempête de 1987, les services météorologiques européens avaient amélioré leurs modèles de prévision numérique du temps. En 1999, Météo-France a pu prévoir la survenance des deux tempêtes. Sur la base des modèles existants et des variations exceptionnelles de températures et de pression mesurées, Météo-France a pu diffuser un bulletin météorologique de vents violents 24 heures avant la tempête Lothar.
Les prévisionnistes de Météo-France à tous niveaux travaillent en contact étroit avec les services de la Sécurité civile. Le 26 décembre à 5 h 25, le Centre opérationnel de gestion interministérielle des crises (COGIC) de la Direction de la Défense et de la Sécurité civile (DDSC) reçoit un appel téléphonique de Météo-France lui annonçant que des vents violents se dirigent vers l’Île-de-France et les parties est, nord et centre du pays. Ce compte-rendu téléphonique est confirmé par l’envoi d’un bulletin d’alarme météorologique (BAM) à 6 h 45, confirmant un phénomène de vents violents de 80 km/h en moyenne, avec des rafales de 120 km/h, pouvant atteindre localement 140 km/h.
Si les populations sont prévenues d'un événement météorologique exceptionnel, la force des rafales dépasse cependant les prévisions. À 7 h 30, Météo-France annonce un complément au BAM, faisant état d’un épisode venteux pouvant durer d’une à deux heures en Île-de-France et dans le centre, avec des vents pouvant atteindre 140 km/h voire localement 160 km/h. À 8 h 15, la Sécurité civile prépare, à la demande de Météo-France, un communiqué de presse pour avertir les habitants des zones concernées des risques importants que pourraient générer les vents annoncés. L'alerte par voie de presse, d'abord relayée par les bulletins nationaux du groupe Radio France, intervient alors que la tempête Lothar frappe déjà la Normandie. Le court délai entre l’alerte donnée par Météo-France et la survenance de la tempête n'a pas permis d’informer plus tôt la population de la violence du phénomène. D'autre part, l’alerte a été donnée en fin de nuit, le lendemain des fêtes de Noël, à une période où les médias sont peu écoutés et les populations difficiles à mobiliser.

#### Tempête Martin
Grâce au suivi des systèmes dépressionnaires, Météo-France émet des avertissements pour la tempête Martin le matin du 27 décembre. Ils mentionnent des pointes de vent jusqu'à  130 km/h dans les terres et 150 km/h sur les côtes et les reliefs. Un bulletin d'alerte est également diffusé pour des chutes de neige en Bretagne. Comme c'était le cas pour la tempête Lothar, les populations restent peu mobilisées en raison de l'anticipation insuffisante de la chaîne d'alerte et de la sous-estimation de la force des vents. La prise de conscience de l'intensité du phénomène, par les autorités publiques comme par la population, n'a lieu qu'à partir de 19 h 50 avec la diffusion des premières informations sur des dégâts majeurs (effondrement de la verrière de la gare de La Rochelle) dans les bulletins réguliers de France Info.

### Suisse et Allemagne
Météo Suisse a connu beaucoup de difficultés avec ce système. Ses modèles de prévision numérique du temps ont indiqué initialement de faibles dépressions venant de l'Atlantique. Ce n'est que le 26 décembre au matin que les alertes ont été émises à la suite d'un réajustement de ces derniers. Plusieurs responsables locaux de services d'urgence n'ont pas pris conscience de l'importance des tempêtes et n'ont pas pris les mesures nécessaires, en partie à cause du fait que c'était durant les vacances de Noël.
Deutscher Wetterdienst (le service allemand) a été critiqué pour ne pas avoir émis une alerte pour Lothar. Une analyse a posteriori mentionne qu'il y a eu un problème informatique dans son système de communication.

## Victimes et dommages matériels

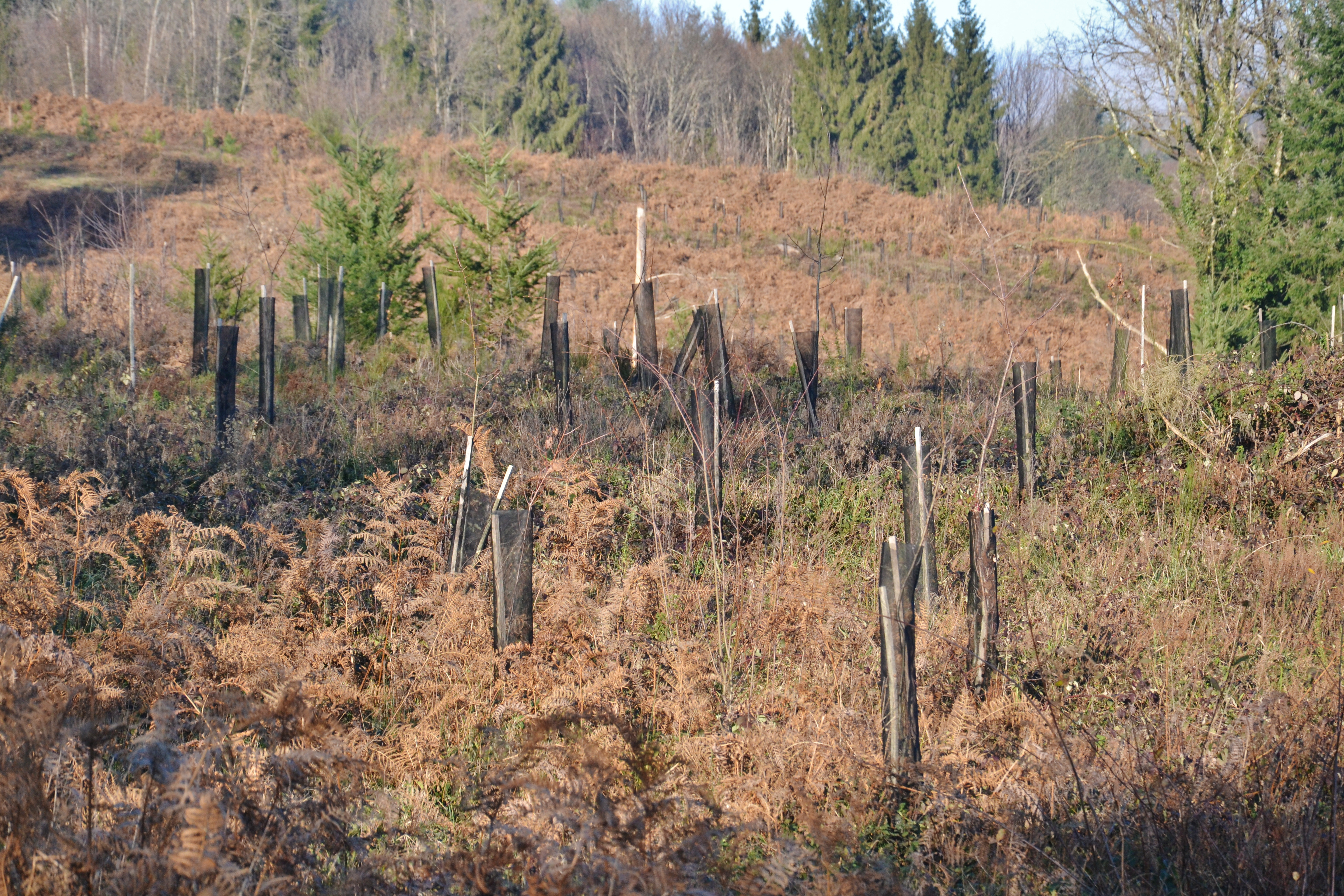
Plantations dans un bois dévasté dans les monts de Blond en Haute-Vienne (2011).

### En France
En France, le bilan humain des deux tempêtes s'élève à 92 morts (noyades, accidents, hypothermies, chutes d'arbres ou de pierre, etc.) et environ 2 000 blessés. Les infrastructures de transport et de distribution sont sérieusement endommagées. La tempête a de fortes répercussions sur les activités sylvicoles et agricoles, ainsi que sur certains secteurs de l'activité marchande.

#### Infrastructures
Près de 540 lignes à haute et très haute tension et plus d'un millier de pylônes électriques sont mis hors service, soit environ 8 % du réseau de transport d'électricité. Les coupures d'électricité touchent 3,6 millions de foyers - soit 10 millions de Français. Certains départements sont privés d'électricité, en grande partie (Orne, Creuse, Corrèze, Haute-Vienne, Cantal, Lot-et-Garonne), voire en totalité (Vosges, Charente-Maritime). La pénurie d'énergie et les pollutions affectant la distribution d'eau, 2,5 millions d'habitants doivent s'approvisionner en eau dans les commerces. Pour remettre en état son réseau, EDF a pu compter sur l'aide d'une vingtaine de pays qui ont procuré des effectifs (1 500 techniciens) et du matériel spécialisé.
Une grande partie du réseau routier est impraticable le lundi 27 décembre, y compris de grands axes comme l'autoroute A10 et la nationale 10. Près de 20 000 km de routes et de sentiers forestiers donnant accès aux massifs sont endommagés. Sur 32 000 km de voies ferrées, 20 000 km sont rendus inutilisables. La mobilisation de 18 000 cheminots permet la remise en état de 95 % des installations dès le 31 décembre. Le trafic ferroviaire revient à la normale après une semaine. Les coûts de remise en état et les pertes d'exploitation de la SNCF atteignent 510 millions de francs. De nombreux vols sont annulés et certains aéroports (Bordeaux-Mérignac, Clermont-Ferrand) fermés.
Près d'un million d'abonnés sont privés de téléphone fixe en raison de la chute des arbres sur les lignes téléphoniques aériennes et de l'épuisement rapide des batteries de secours des centraux téléphoniques et des antennes-relais. Près de 3 500 antennes-relais de téléphonie mobile (Itinéris, SFR, Bouygues Télécom) sont mises hors-service. La remise en état des réseaux téléphoniques a coûté environ 1 milliard de francs à France Télécom, 100 millions de francs à SFR et près de 20 millions à Bouygues Télécom. La reconstruction quasi à l'identique du réseau téléphonique de France Telecom ne sera achevée qu'en avril 2001.

#### Agriculture
Les dégâts sylvicoles et agricoles sont considérables, en particulier dans la filière bois. Des centaines de milliers d'arbres ont été abattus, les sols détrempés favorisant leur instabilité. La première estimation de ces dégâts, réalisée par les Services régionaux de la forêt et du bois (SRFB), évalue à 140 millions de mètres cubes (avec une marge d'erreur de 30%, soit entre 98 et 182 millions) le volume de bois abattu (chablis) et cassé (volis). Les régions les plus touchées sont la Lorraine (29,5 millions de mètres cubes), l'Aquitaine (27,7) et le Limousin (16,3). La résistance des arbres a varié selon les essences et les zones géographiques : les peupliers de la Garonne et les chênes de l'Adour ont mieux résisté que les pins du Médoc et les douglas du Limousin, la montagne mieux que la plaine. Une évaluation ultérieure et plus précise des dégâts a porté les chablis à 176 millions de mètres cubes. L'importance des dégâts, en partie liée à la mauvaise gestion sylvicole, a provoqué chez les forestiers une remise en cause des pratiques qui avaient prévalu jusqu'alors.
Si la viticulture est relativement épargnée, les maraîchers et les horticulteurs voient des milliers d'hectares de serres détruits. Des centaines de milliers d'arbres fruitiers sont abattus ou endommagés dans le sud-ouest de la France, notamment les pruniers du Lot-et-Garonne et les noyers du Périgord. Le reconstitution de ces vergers a pris une quinzaine d'années. Le secteur de l'élevage a cependant subi les dégâts les plus importants (animaux noyés, bâtiments endommagés ou détruits). Les stocks de fourrage et d'ensilage ont pris l'eau, la traite des vaches doit être effectuée manuellement faute d'électricité, ce qui entraîne la perte de plusieurs millions de litres de lait. Les pannes de courant affectent les couveuses artificielles, les congélateurs et les installations frigorifiques. Beaucoup d'entreprises d'alimentation utilisant la conservation par le froid (grandes surfaces, restaurants, boulangers, traiteurs) perdent la totalité de leur stock pendant une période de forte activité. Les flux de commande et de transport sont perturbés et la filière affectée par des mesures de chômage technique. Sur le littoral atlantique, la surcote atteint 40 à 60 cm, et 1,5 à 2 m en Charente-Maritime. Un quart des installations ostréicoles du bassin de Marennes-Oléron est totalement détruit.
En revanche, certains secteurs ont bénéficié de dépenses imprévues, comme le bâtiment, les travaux publics, les producteurs de matériaux de construction et de matériel de bricolage.

#### Prise en charge financière
Le coût assumé par les assurances est largement supérieur à celui des tempêtes de 1990 qui s'élevait à 8,6 milliards de francs. Le groupe de réassurance français Scor a chiffré à près de 33 milliards de francs l'ensemble des dégâts. En 2000, la Fédération française des sociétés d'assurances (FFSA) estimait les dégâts à 44,3 milliards de francs (6,75 milliards d'euros), sans inclure les franchises, les dégâts dont le coût non déclaré est resté à la charge des particuliers et des entreprises, les pertes d'exploitation liées à la fermeture temporaire d'usines, ateliers et boutiques, ainsi que la destruction partielle du patrimoine forestier. Les indemnisations atteignent en France 7,5 milliards d'euros au titre de la garantie "tempête" et 275 millions d'euros au titre des inondations. La moitié des indemnisations ayant été financées par les réassureurs, le reste a été pris en charge par les réserves des compagnies d'assurances et par la Caisse centrale de réassurance (CCR). Les sociétés d'assurance ont été amenées à définir des critères de sinistres plus stricts et les sociétés de réassurance (Munich Re, Swiss Re, etc.) à augmenter leurs tarifs de 5 à 30%. Confrontés à une baisse sensible des provisions de la Caisse centrale de réassurance, les pouvoirs publics ont modifié significativement le taux de surprime des catastrophes naturelles, les franchises applicables en cas de sinistre et les conditions de la réassurance.
La charge financière de l'Etat pour la restauration du patrimoine forestier français a atteint 2 milliards de francs d'aides pour les mesures d'urgence en 2000, 12 milliards de prêts bonifiés à 1,5%, 6 milliards de francs de subvention pendant dix ans pour la reconstitution et 2 milliards de francs dans les avenants "tempête" aux contrats de plan Etat-régions.

### En Europe

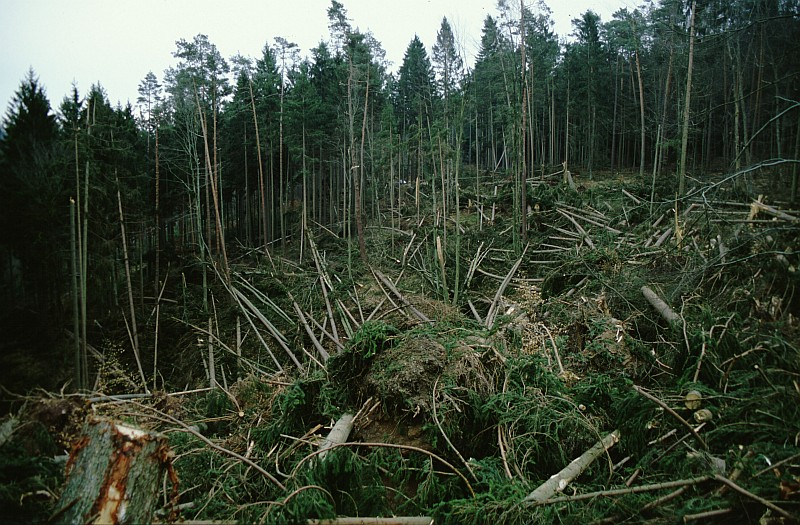
Chablis après la tempête Lothar dans une forêt d'Arenbachtal (Bade-Wurtemberg).

Selon les assureurs et les autorités des différents pays,, :
- 140 morts dont :
  - 110 avec Lothar et 30 avec Martin ;
  - 17 morts en Allemagne, 12 en Suisse (dont 2 lorsqu'une cabine de téléphérique est tombée à cause d’un arbre renversé par le vent de la tempête Lothar), 8 en Grande-Bretagne, 3 en Italie et 2 en Espagne.

Des régions côtières comme l'île d'Oléron ont été particulièrement dévastées. De nombreux monuments historiques sont également touchés, comme le moulin de Valmy.
- En Suisse, 13 millions de mètres cubes de bois ont été abattus[34].
- Pertes économiques de 19,2 milliards de dollars américains (de 2006) :
  - 12,8 milliards pour Lothar
  - 6,4 milliards pour Martin
- Pour ces pertes, 14,2 milliards d'euros (de 2006) ont été compensés par les assureurs[réf. souhaitée].

## Réponse des services de secours et d'intervention

### En France
Les premières interventions ont été réalisées par les CODIS et les centres opérationnels de la gendarmerie nationale et de la sécurité publique qui étaient en veille permanente. La coordination des opérations de secours a été relayée avec plus ou moins d'efficacité dans les départements par les préfets avec la mise en place de PC de crise. Au niveau des zones de défense et de sécurité, la mise en œuvre des secours prévoyait l'utilisation des centres interrégionaux de coordination de la Sécurité civile (CIRCOSC) mais plusieurs zones touchées (Centre-Ouest, Centre-Est) n'en possédaient pas.
Au niveau national, le gouvernement a activé le centre opération d'aide à la décision (COAD) du ministère de l'Intérieur et le centre opérationnel interarmées (COIA) relevant du chef d'état-major des armées. Le COAD a organisé l’envoi de colonnes de renforts de sapeurs-pompiers provenant des SDIS des départements épargnés par la tempête et le rassemblement des unités militaires de la Sécurité civile (UIISC) dispersées sur divers théâtres d'opération (inondations au Venezuela, naufrage de l'Erika en Bretagne). L'intervention de l'armée a débuté rapidement par l'engagement spontané d’unités, à l'initiative des chefs de corps ou des commandants de base, sous la forme de patrouilles destinées à la mise en sécurité des personnes et au dégagement sommaire du réseau routier. Sous 48 h, le COIA a pris en main la coordination des interventions de l'armée en liaison avec les circonscriptions militaires de défense.
Par ailleurs, des initiatives locales ont tenté de pallier l'arrivée tardive des secours dans certaines zones isolées : création de pôles de première nécessité à l'échelon cantonal (Doubs, Charente-Maritime), visite des habitants sans moyens de contact par les postiers (Creuse), bourse de groupes électrogènes (Cantal).

## Conséquences
Le service public français Météo-France a mis en place un système de cartes de vigilance sur son site Web et à la télévision en octobre 2001 pour appeler à la vigilance dans les départements concernés. Ce concept a été repris par de nombreux services météorologiques nationaux en Europe depuis ce temps.
À la suite de ces tempêtes, un plan particulier de mise en sûreté est instauré dans les établissements scolaires français à partir de 2002. Son objectif est de préparer à une situation de crise, les équipes enseignantes, le personnel et les enfants des équipements scolaires.
Dès 2000, EDF, alors gestionnaire du réseau de distribution d'électricité en France, a mis sur pied une Force d'intervention rapide électricité (FIRE) composée de 2 500 techniciens volontaires (2 300 à l'origine), répartis en 16 équipes régionales autonomes et mobilisables à tout moment pour rétablir la distribution électrique aux abonnés grâce à des moyens logistiques lourds (groupes électrogènes, moyens héliportés),,.
Début 2007, bien qu'il soit resté quelques endroits non traités, la plupart des zones d'arbres abattus avaient été nettoyées.[réf. nécessaire]